# Synagogue Kupa de Cracovie
La synagogue Kupa de Cracovie (en polonais Synagoga Kupa) est située à Kazimierz, quartier de Cracovie en Pologne, au 8 rue Jonathan Warschauer. C'est la dernière synagogue construite dans ce quartier qui était avant la Seconde Guerre mondiale à majorité juive. Elle était aussi dénommée la synagogue de l'hôpital en raison de sa proximité avec l'ancien hôpital juif, mais aussi péjorativement la synagogue des pauvres, car elle avait comme fidèles les membres les plus pauvres de la communauté juive.

## Historique
La synagogue est construite au début des années 1640, avec des fonds provenant  de la caisse de la communauté. Le terme Kupa en hébreu signifie caisse, d'où le nom de la synagogue. En 1643, la construction est  soutenue par la guilde des orfèvres qui apporte 200 złotys, ce qui permet de terminer la synagogue la même année.
La face nord de la synagogue est accolée à une muraille médiévale de défense de Kazimierz. Le plancher initial de la synagogue se trouve 80 centimètres en dessous du plancher actuel de façon que la synagogue soit entièrement cachée par le mur et de niveau avec les bâtiments avoisinants.
Au XVIIIe siècle, quand la muraille cesse de jouer son rôle protecteur, la synagogue est entièrement reconstruite : de nouvelles fenêtres sont percées dans le mur nord, les murs du bâtiment sont rehaussés et la salle de prière principale est recouverte d'une voûte en berceau en bois. Puis lors de la construction de l'actuelle rue Miodowa, la synagogue en profite pour ajouter un jardin de taille moyenne. Dans les années 1830-1834, des dépendances en étages sont rajoutées, comprenant un vestibule, des sanitaires, la galerie à l'étage pour les femmes, et des logements pour les pauvres artisans. En 1861, l'aile ouest est construite. À la fin du XIXe siècle, la synagogue est reliée sur le côté est avec le bâtiment attenant, où s'installe la fraternité Ner tamid (Lampe éternelle).
Au début du XXe siècle, des travaux mettent au jour des vestiges de la muraille médiévale que l'on peut toujours apercevoir sur le côté de la rue Kupa. Pendant l'entre-deux-guerres, toute une série de travaux de conservation et d'embellissement sont entrepris : à l'intérieur, le plafond est peint de scènes bibliques et à l'extérieur, le jardin est entouré d'une clôture en fer forgé. Pendant la Seconde Guerre mondiale, les nazis dévastent l'intérieur de la synagogue, détruisent la Bimah, le pupitre du Hazzan (chantre) et les escaliers et pillent tous les instruments liturgiques.
Après la guerre, et pendant quelques années, des offices religieux se déroulent dans la synagogue, tandis que des Juifs rapatriés d'Union Soviétique sont logés dans l'aile nord-ouest. Le 11 août 1945, la synagogue est pillée lors du pogrom de Cracovie et le lendemain les assaillants reviennent et mettent le feu à la synagogue. Le feu est rapidement éteint. Dans les années 1946-1947, les bâtiments de la synagogue sont utilisés pour la fabrication de Matzot (pain azyme) et jusqu'à la mort d'Abraham Lesman, Shohet (abatteur rituel) en 1985, une des pièces sert d'abattoir de volailles.
En 1951, la synagogue est saisie par une coopérative qui la transforme en entrepôt et en usine de chaussures. Elle le restera jusqu'en 1991. Actuellement la synagogue est redevenue propriété de la communauté juive de Cracovie, qui entreprend  depuis 1995 sa restauration.
Dans les années 2000-2002, des travaux importants de réfection sont effectués sous la direction de Joseph Furdyny, afin de restituer au bâtiment son aspect ancien. À l'intérieur, l'Arche Sainte est entièrement rénovée, ainsi que les peintures polychromes des murs et du plafond. Le travail de rénovation se chiffre à 5 millions de zlotys, dont 4,25 millions provenant du Comité pour la restauration des monuments de Cracovie.
Le 29 avril 2008, le prince Charles visite la synagogue accompagnée de son épouse Camilla, et rencontre les représentants de la communauté juive polonaise.
À présent la synagogue sert de lieu de réunion, de concert, d'exposition, de lecture, et principalement pendant le Festival de culture juive de Cracovie. Elle sert aussi parfois de lieu de culte. La galerie des femmes sert de couloir pour le centre d'hébergement des Juifs religieux de Cracovie.

## Architecture

### Le bâtiment
Le bâtiment de la synagogue en brique sur un soubassement en pierres est construit dans le style baroque suivant un plan rectangulaire. Les seuls éléments externes le différenciant des bâtiments voisins et indiquant son caractère sacré sont les grandes fenêtres à arc plein cintre. Le bâtiment est recouvert d'un toit à pignon.
On pénètre dans la salle de prière carrée par une petite dépendance située sur le mur nord. Sur le côté ouest, se trouve un vestibule au-dessus duquel, au premier étage, est située une pièce réservée aux femmes qui communique avec la salle de prière principale par trois larges baies à arc en anse de panier, protégées par un parapet surmonté d'un treillis en bois. Cette pièce se prolonge par la galerie des femmes sur les deux côtés latéraux, sud et nord, supportée par des piliers en bois de section carrée.

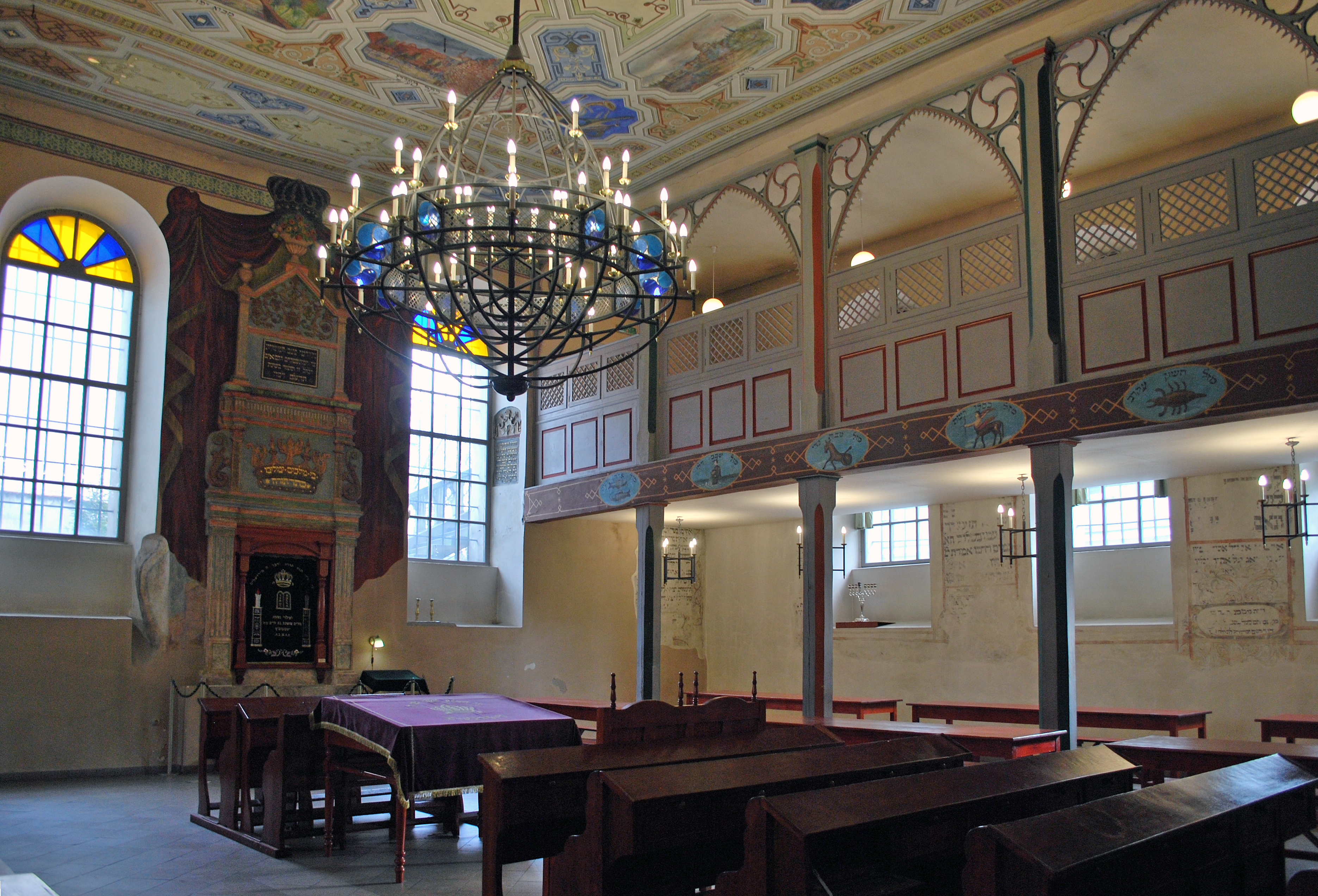
L'intérieur avec l'Arche Sainte
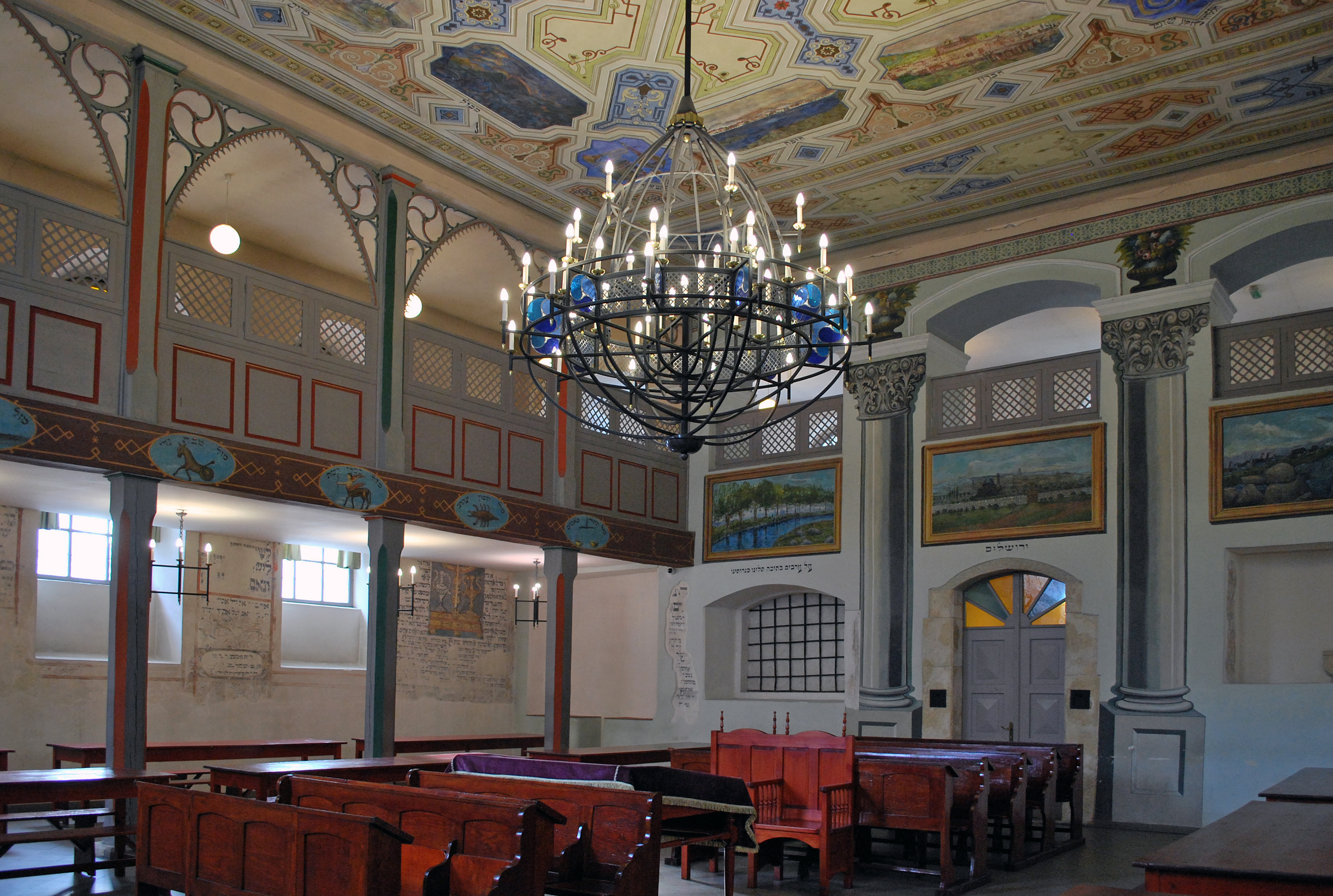
L'intérieur avec vue sur le vestibule et la pièce des femmes

### La décoration
Le plafond en bois de la salle de prière principale est orné des peintures de 1925, représentant du côté nord le panorama de Jérusalem et le déluge, du côté sud Tibériade et le chêne de Mambré, à l'est Jaffa et le mur des Lamentations et à l'ouest le panorama d'Hébron et de Haïfa. D'autres peintures représentent des instruments de musique dans un cadre de motifs géométriques. Sous la couche de peinture actuelle on trouve quatre autres couches fragmentaires datant du XVIIe, XVIIIe et du XIXe siècle.

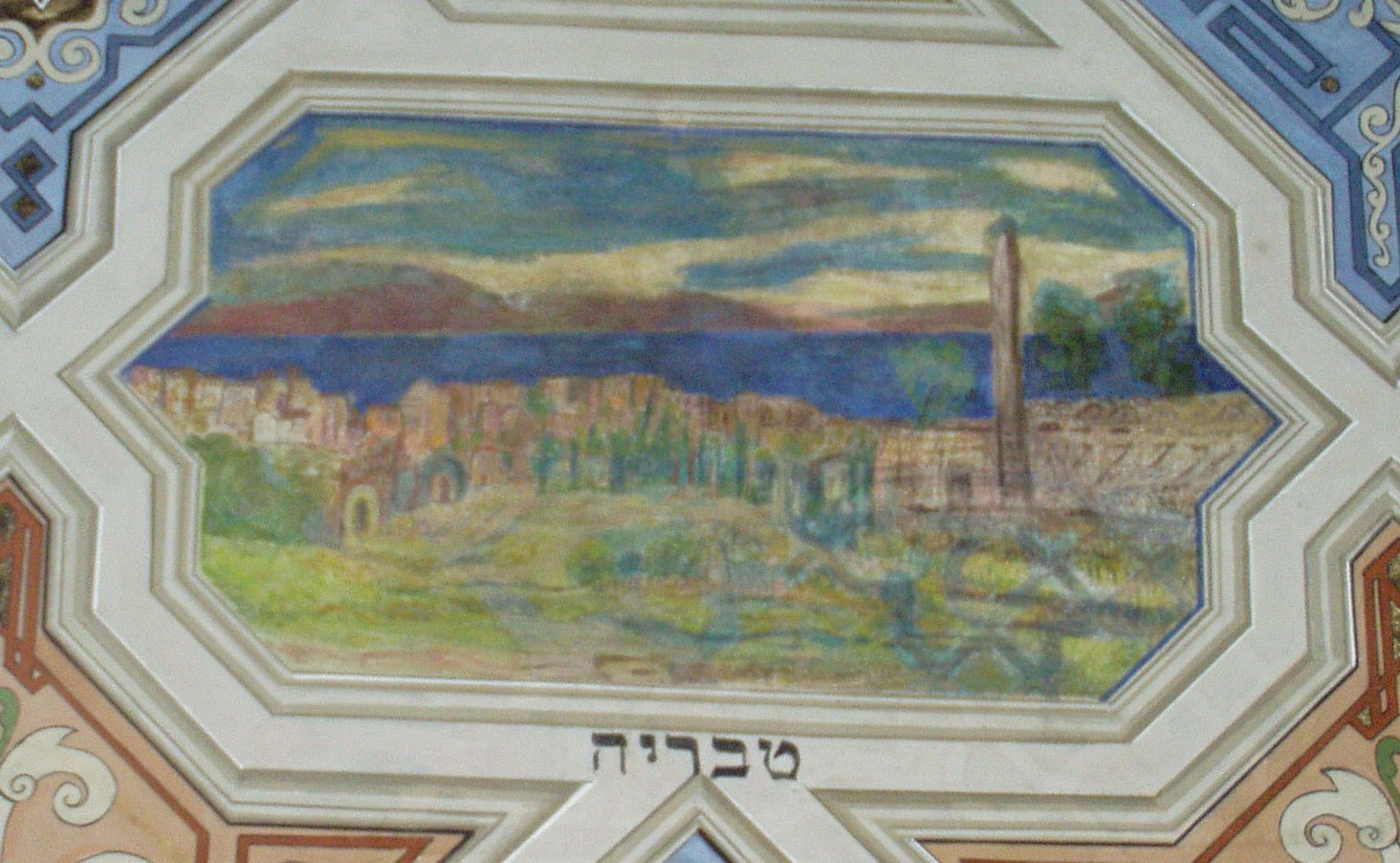
Tibériade
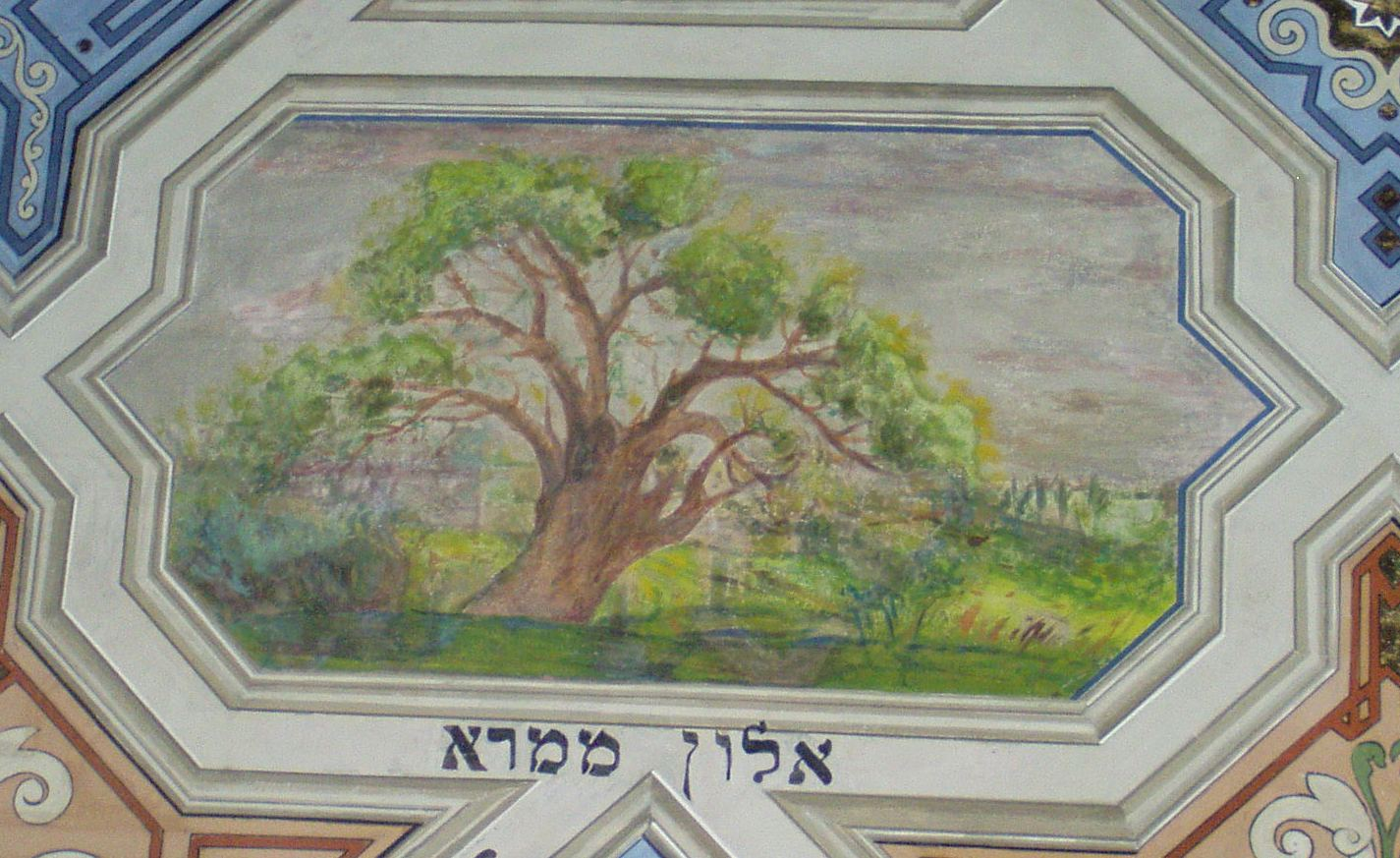
Chêne de Mambré
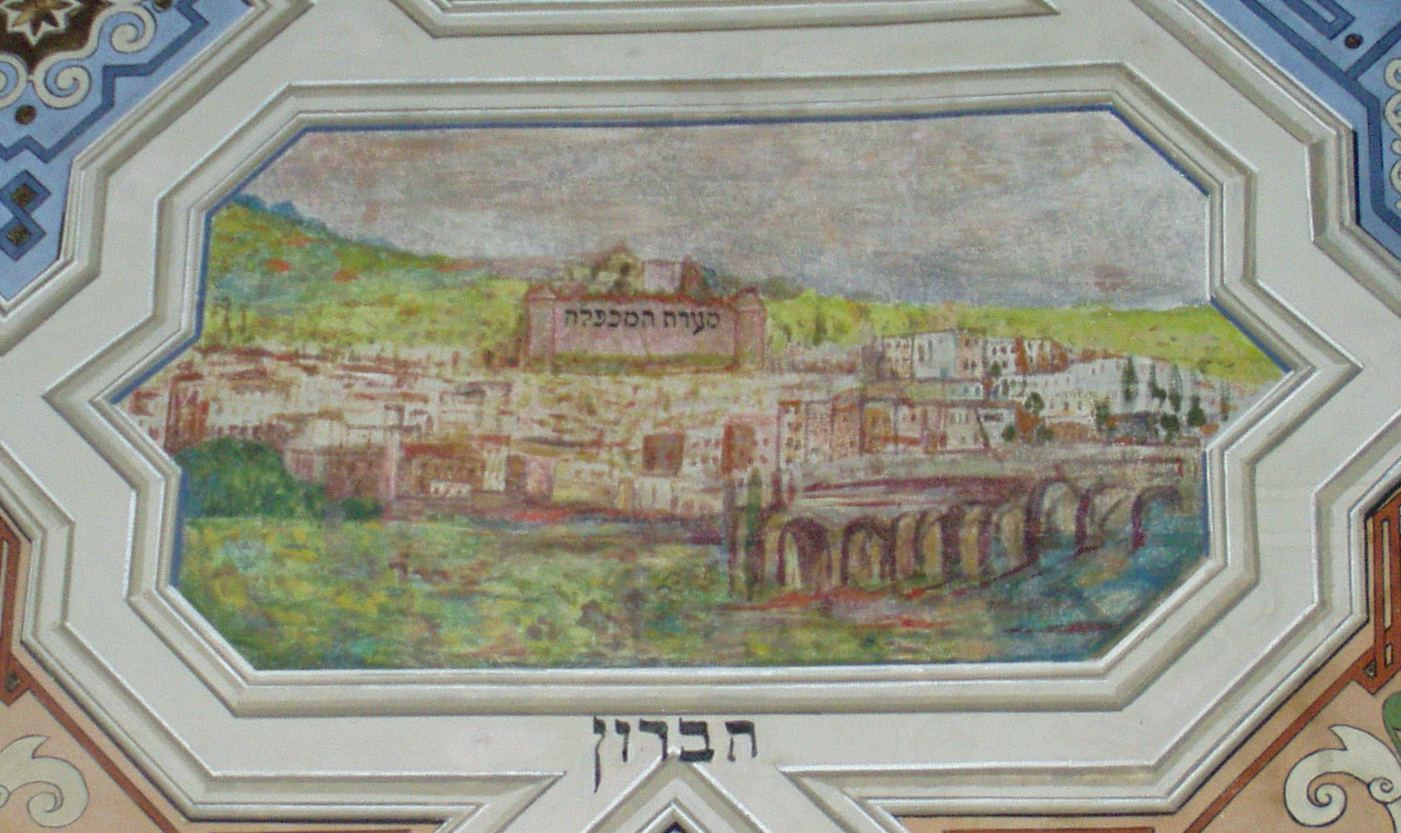
Hébron
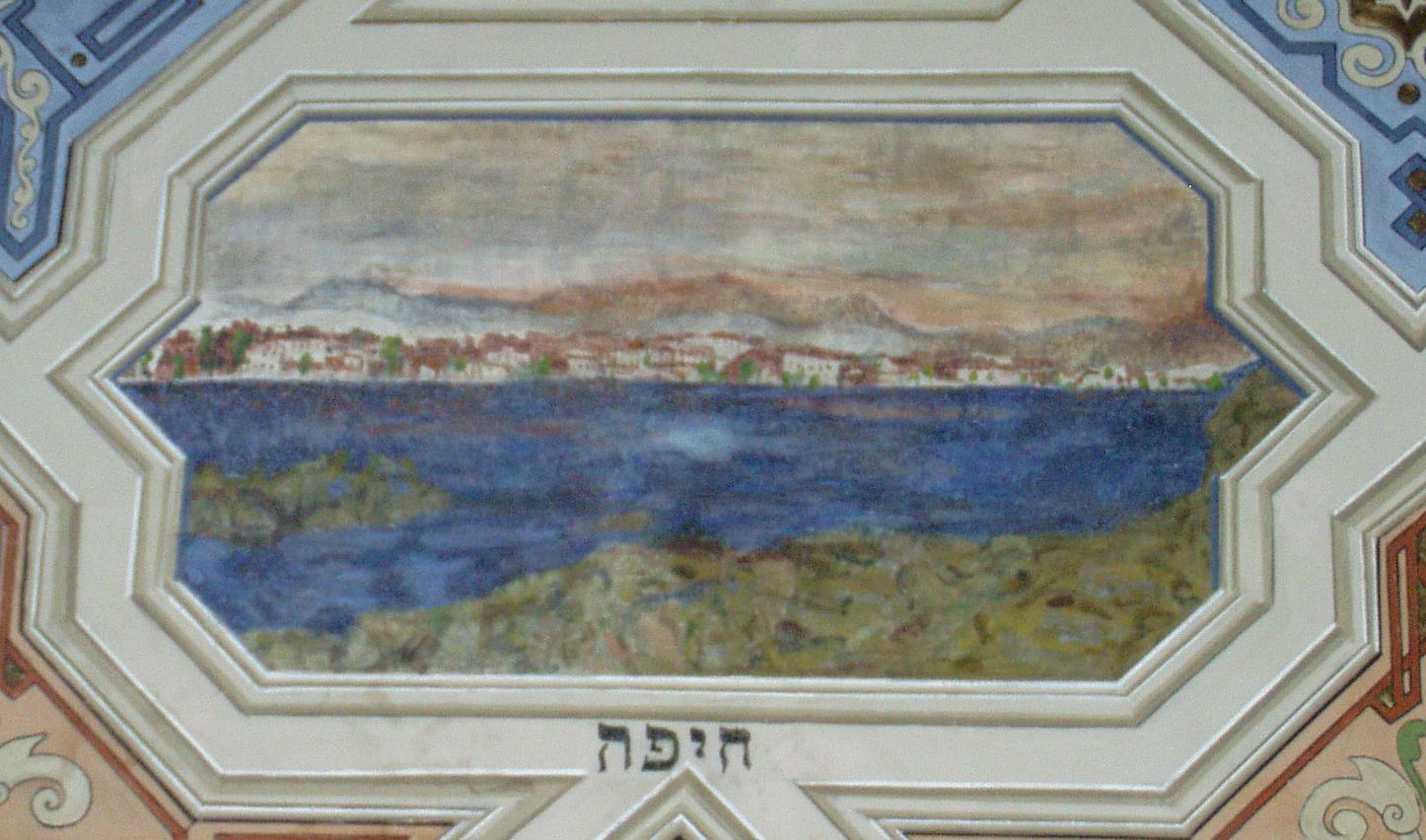
Haïfa

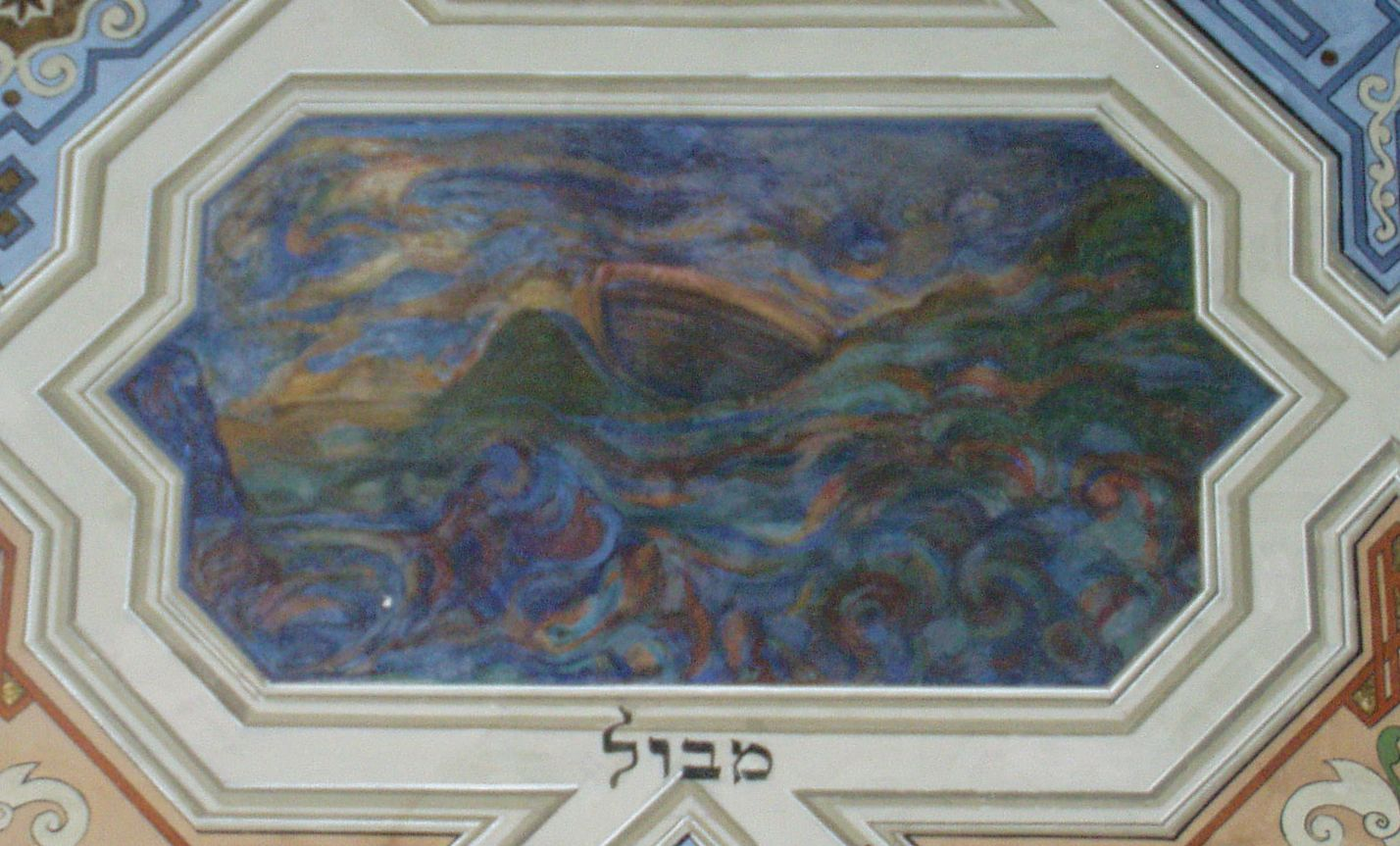
Le déluge
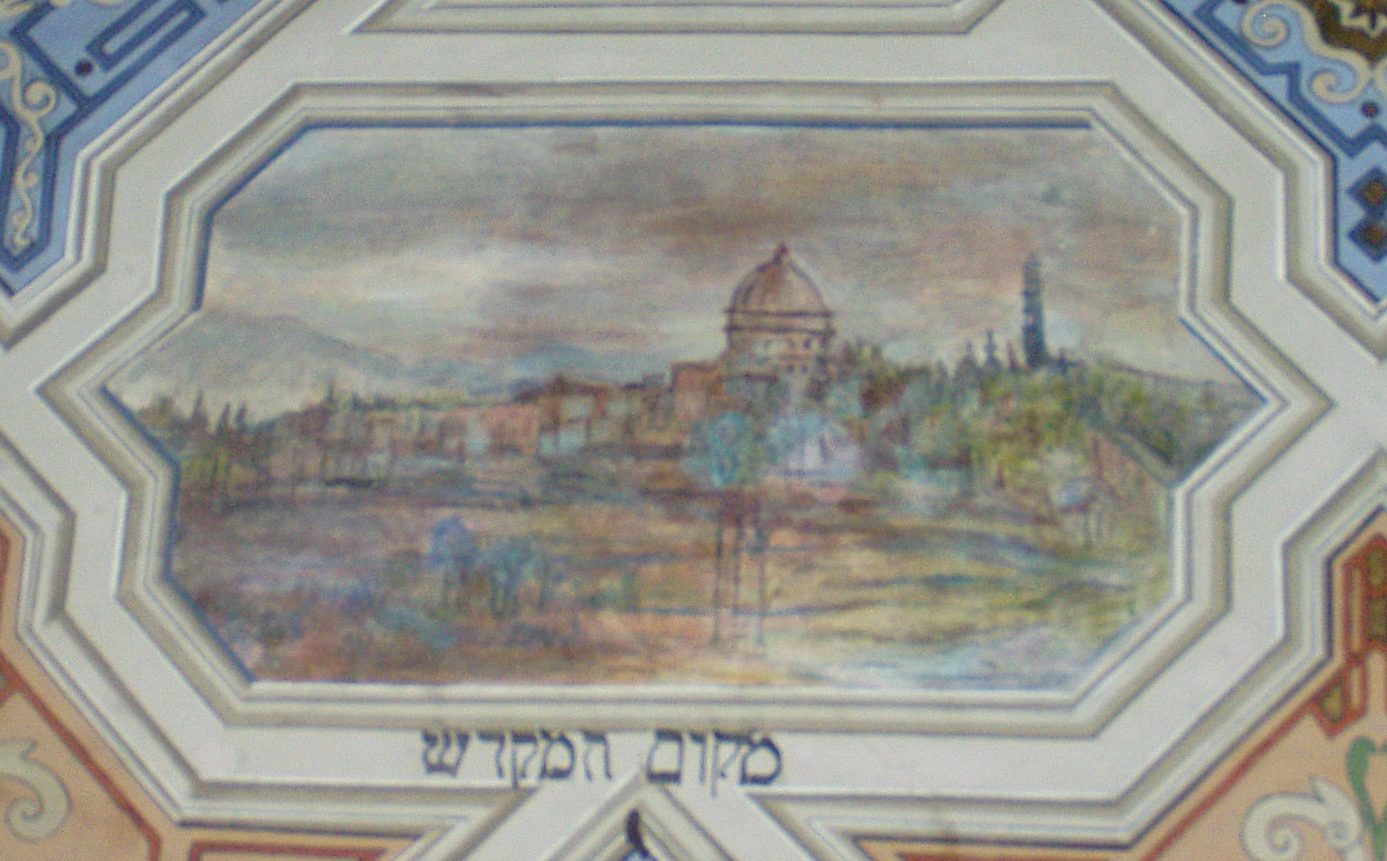
Jérusalem
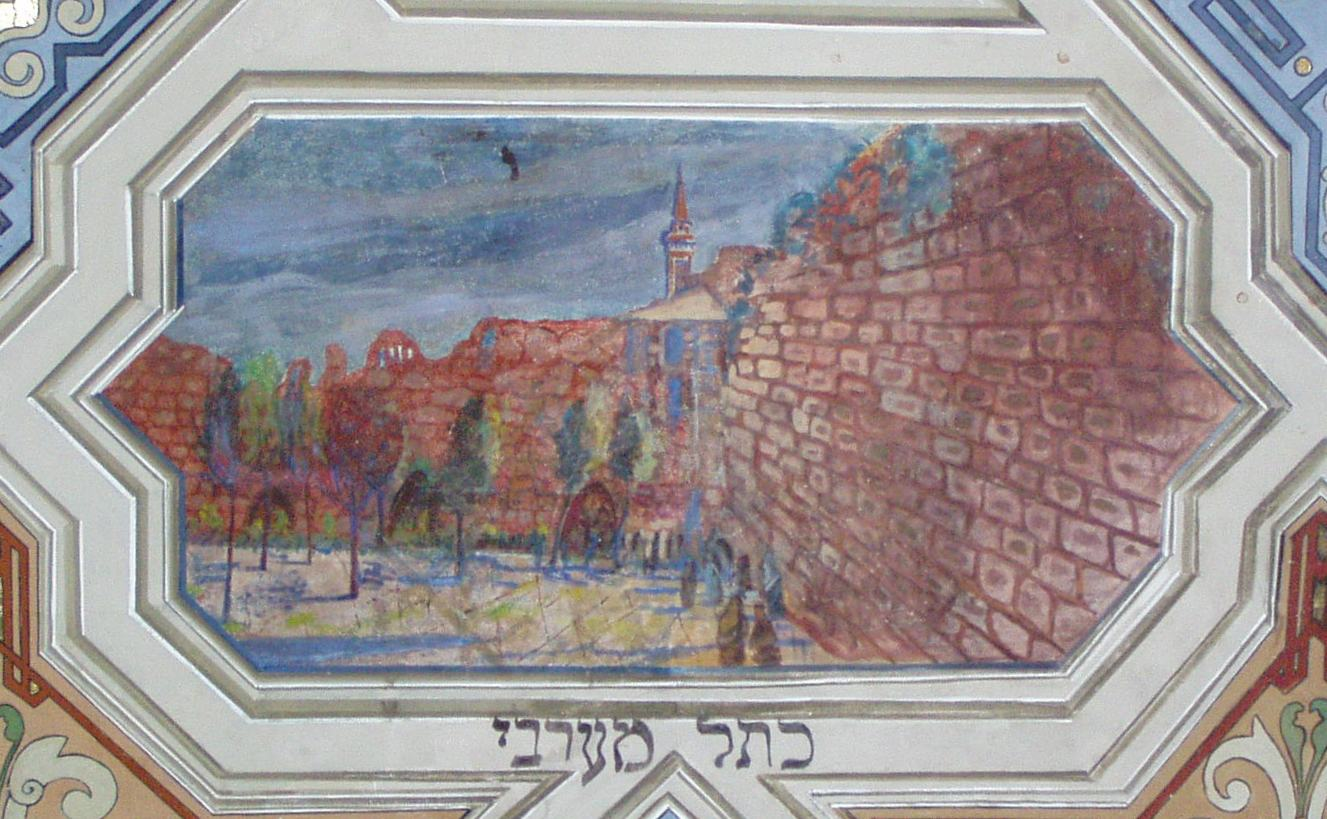
Le Mur des Lamentations
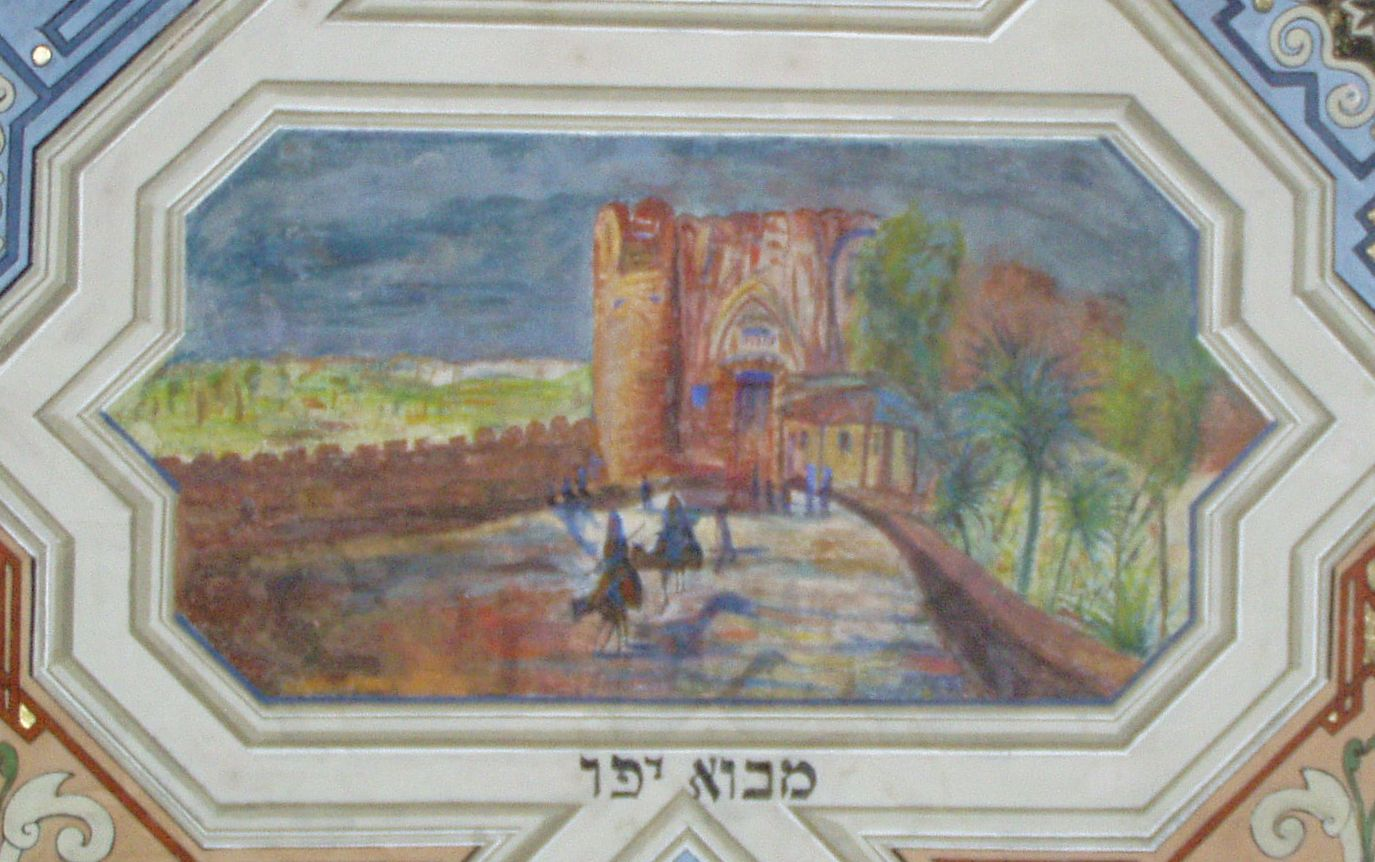
Jaffa

Sur le mur ouest, sous les baies de la pièce réservée aux femmes, trois tableaux représentent des scènes bibliques. Entre les portes du vestibule, deux immenses colonnes corinthiennes ont été peintes en trompe-l'œil.
Une série complète des signes du Zodiaque est représentée sur l'entablement de la galerie des femmes, ce qui fait de cette synagogue une des sept synagogues polonaises possédant le cycle complet. Des fragments de peinture polychromes beaucoup plus anciens ont été conservés sur le mur sud et sur le mur ouest, 

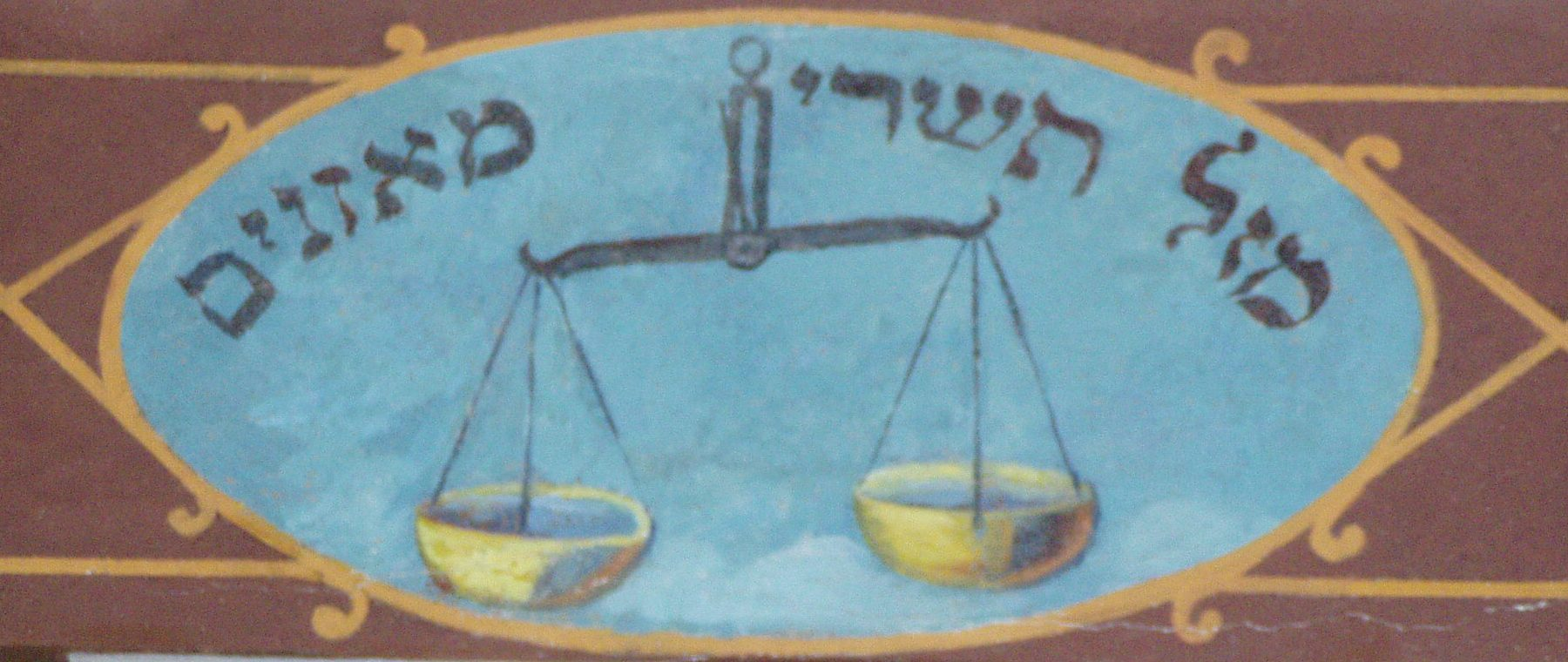
Balance
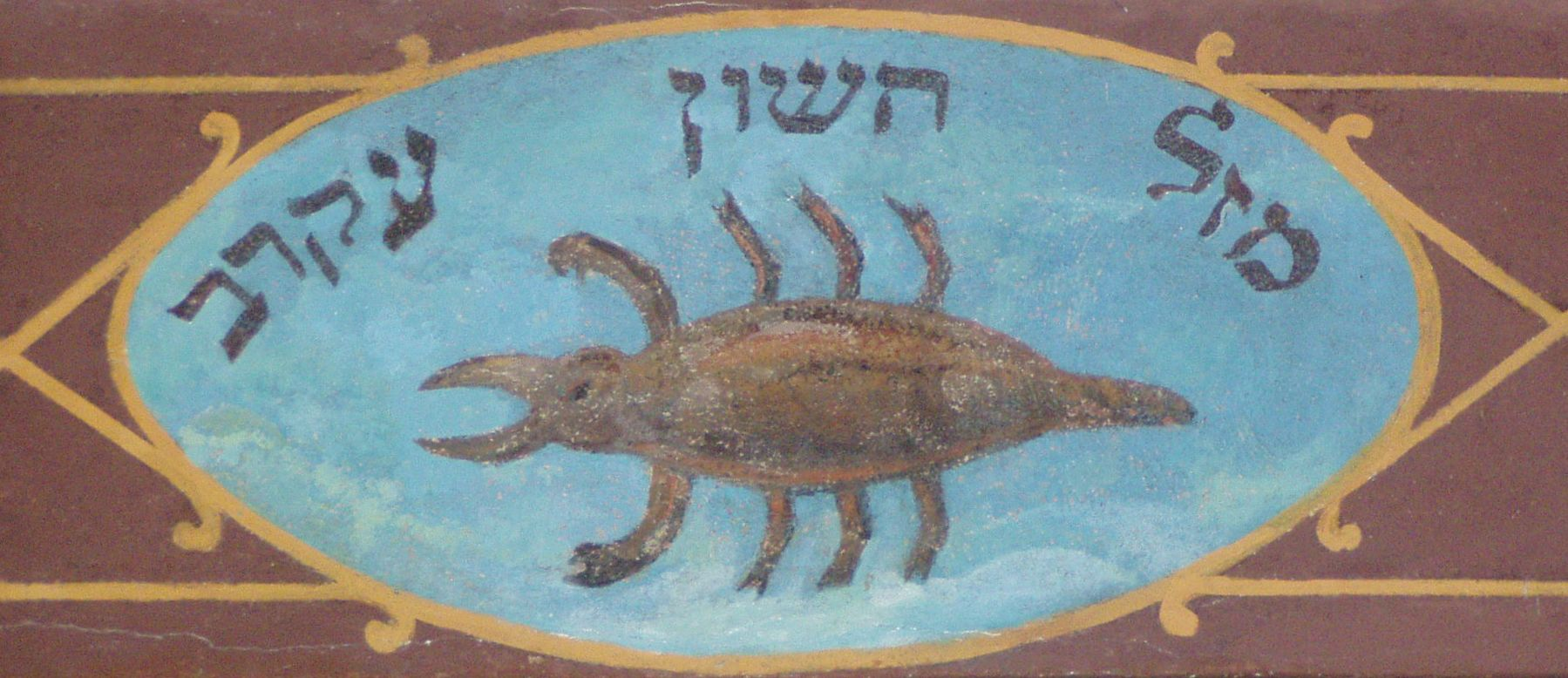
Cancer
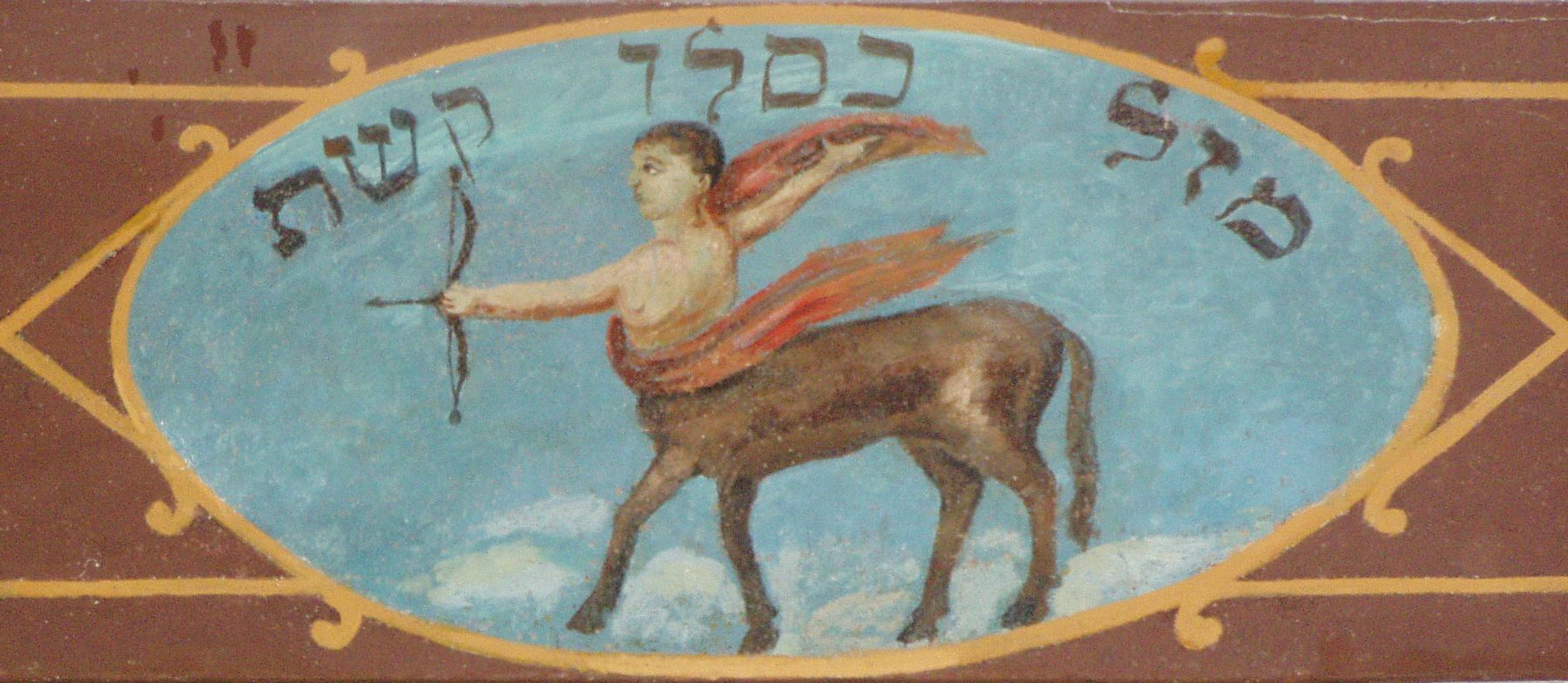
Sagittaire
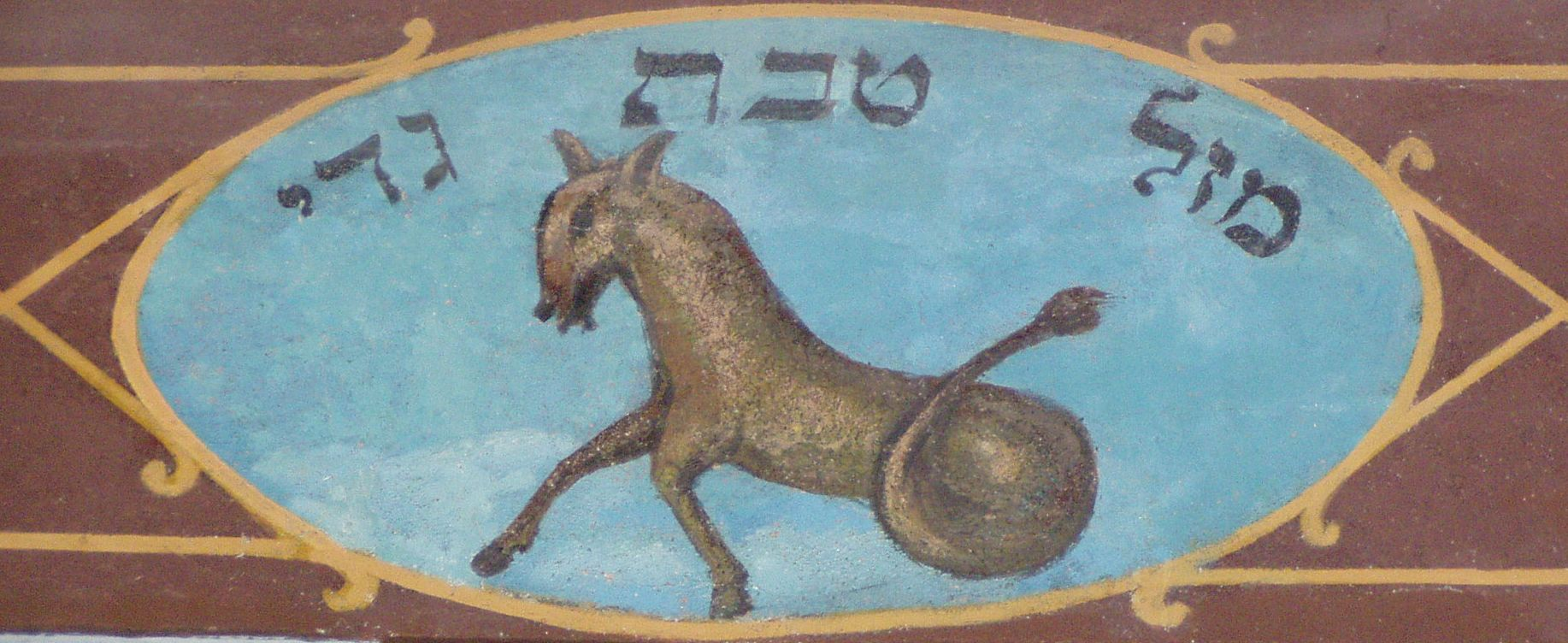
Capricorne
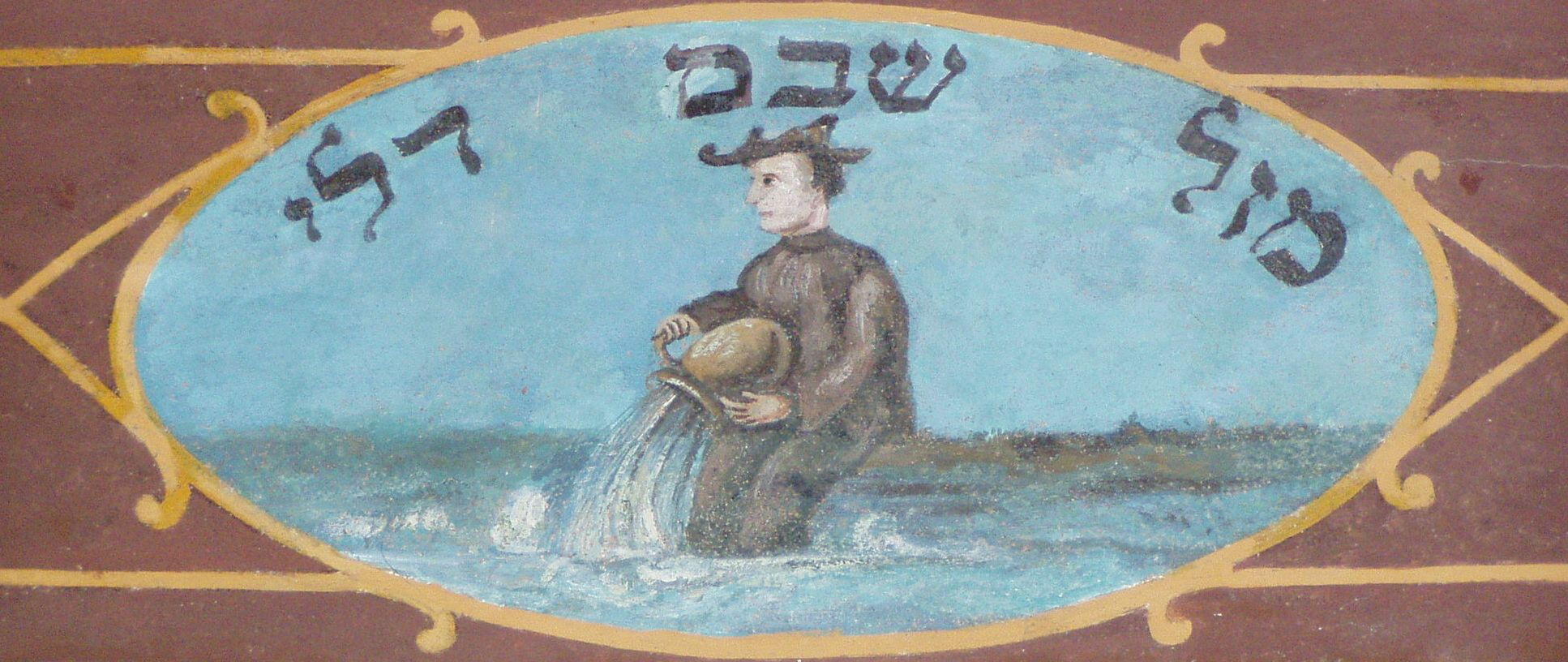
Verseau
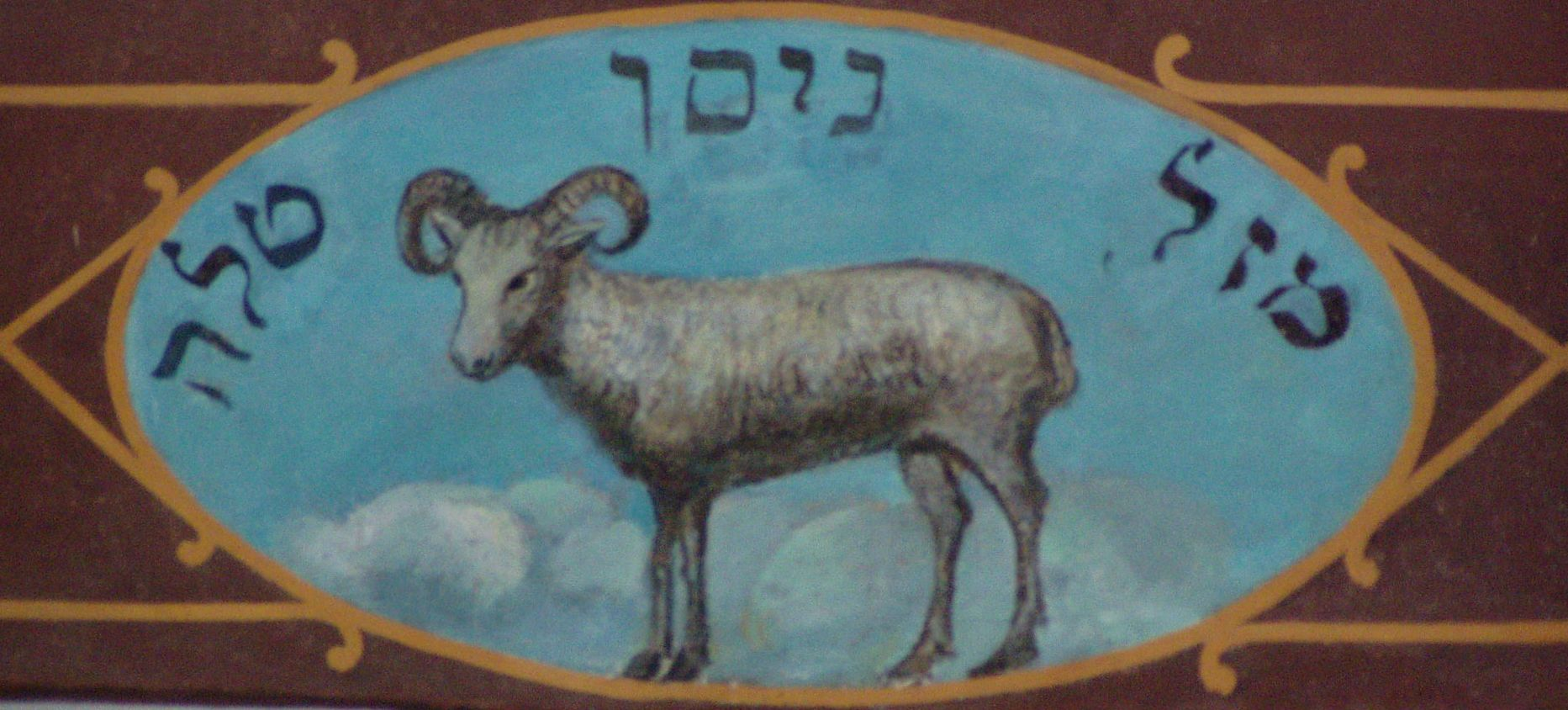
Bélier

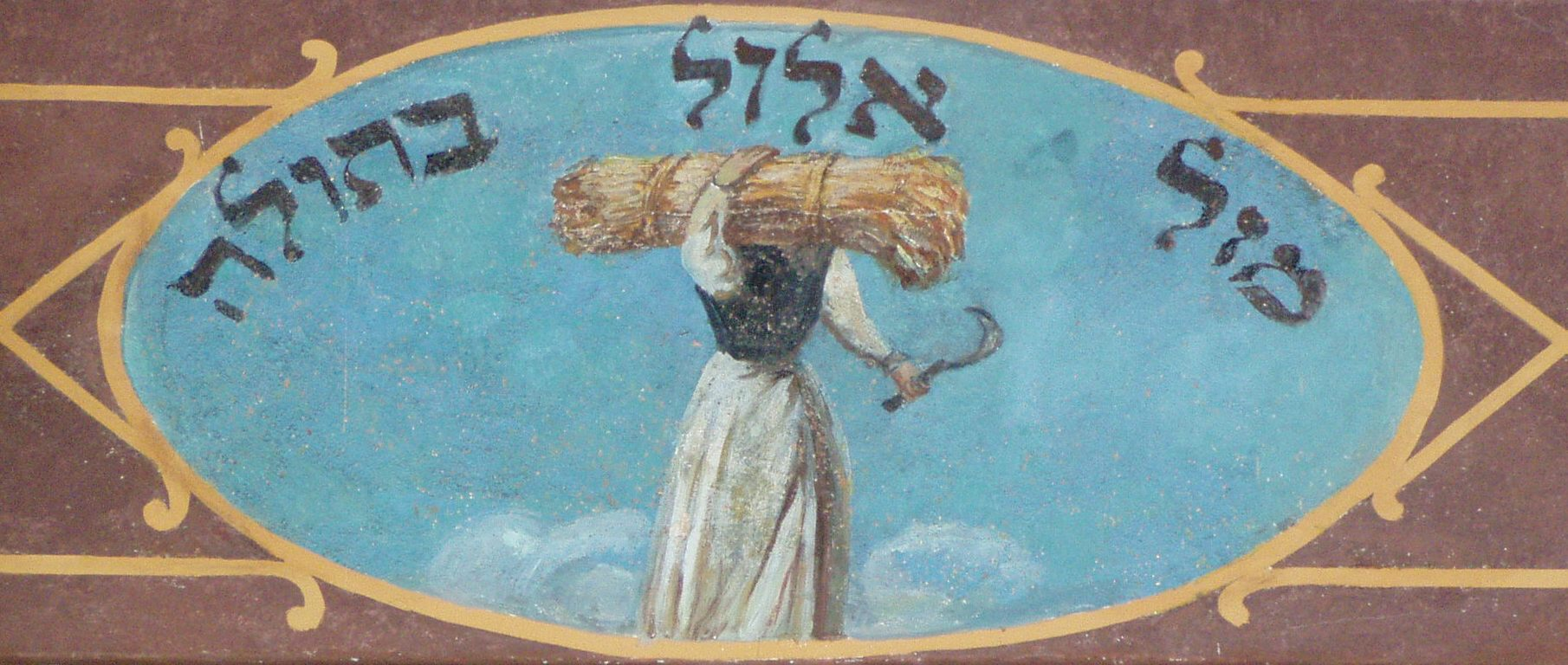
Vierge
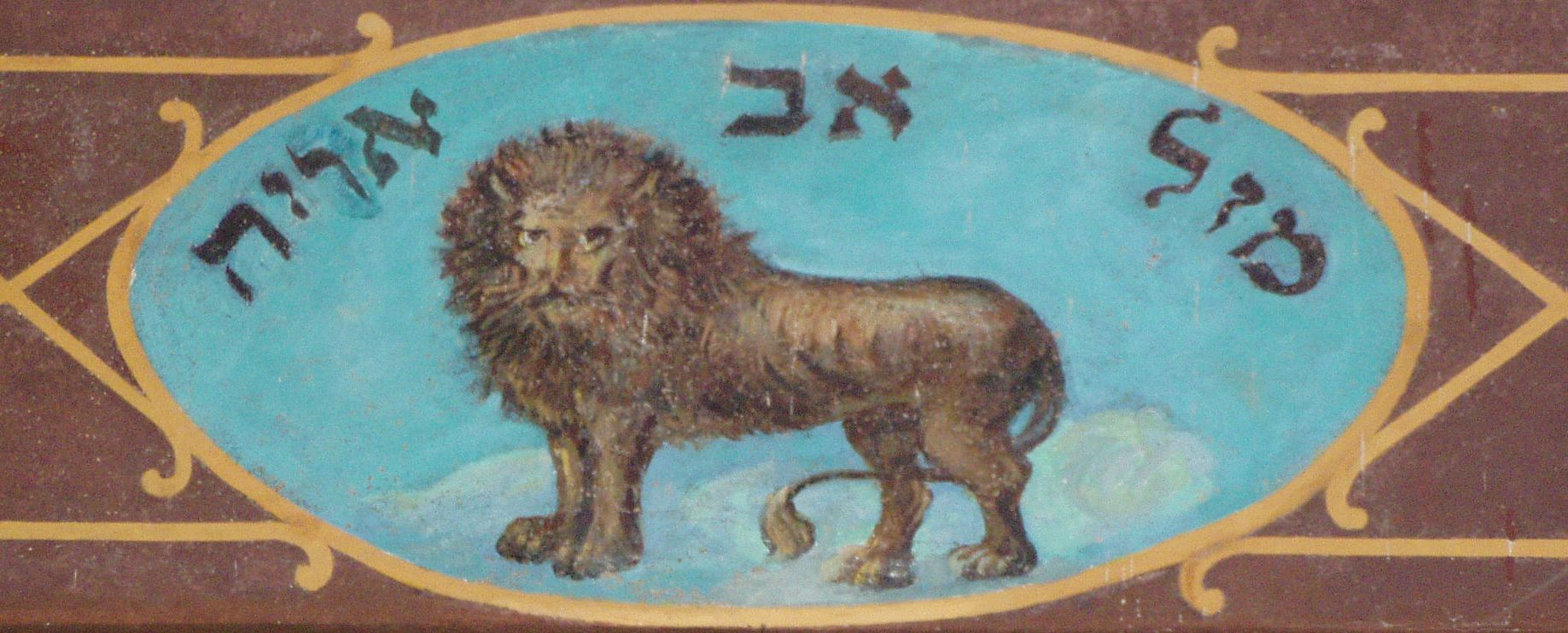
Lion
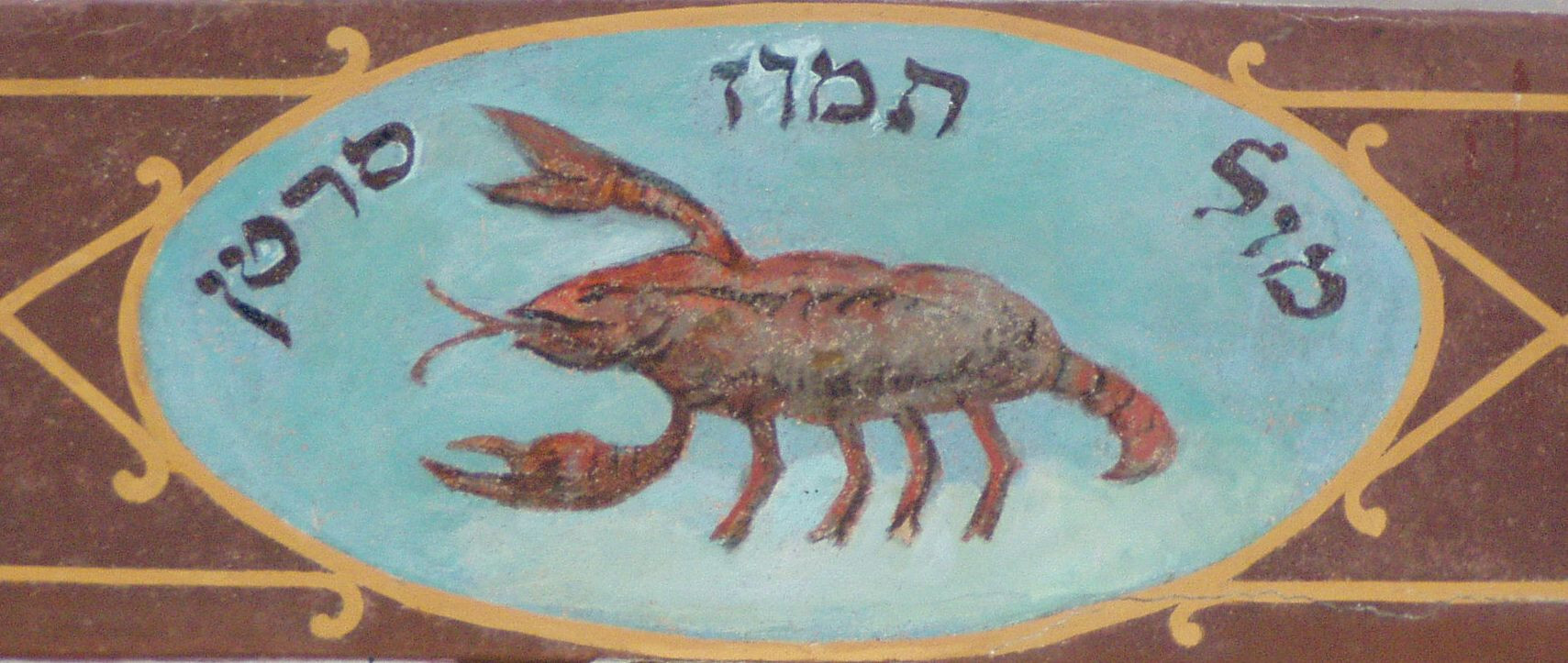
Scorpion
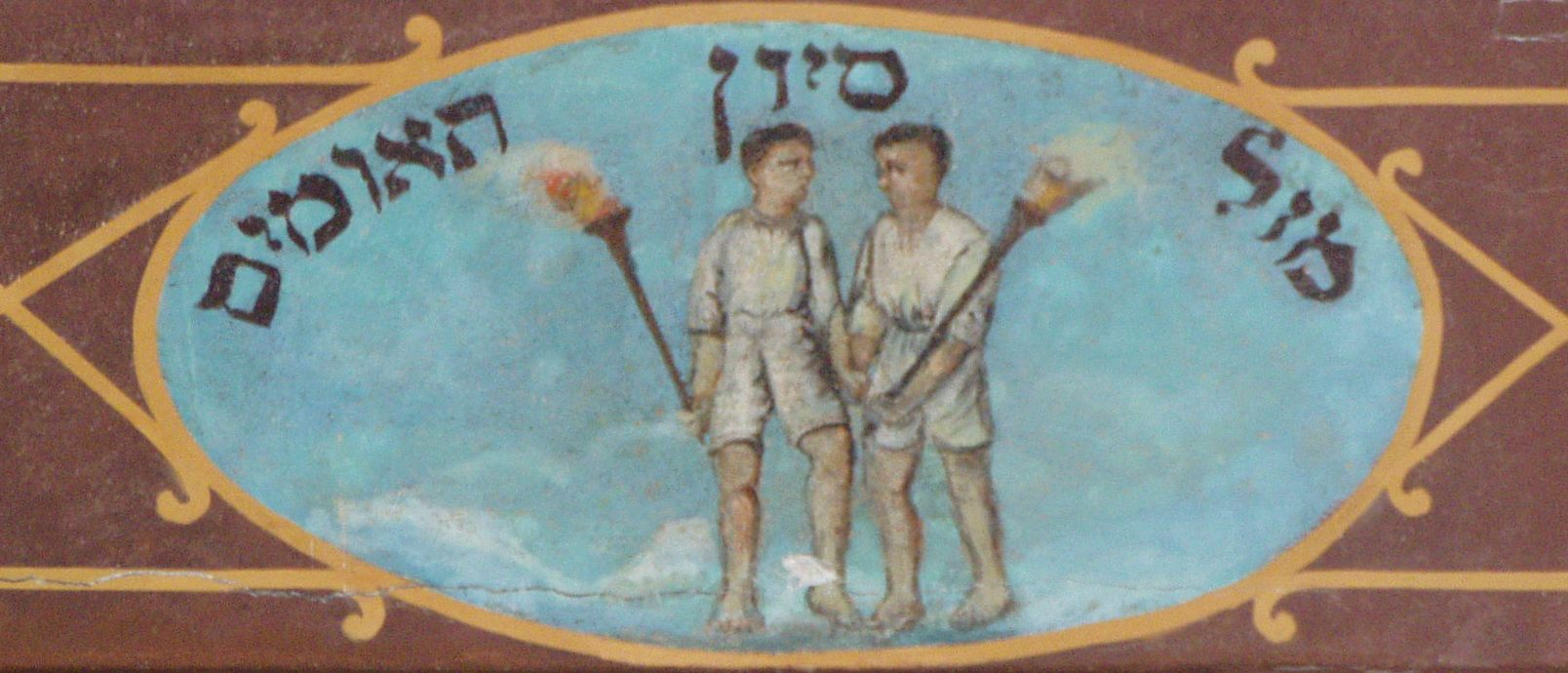
Gémeaux
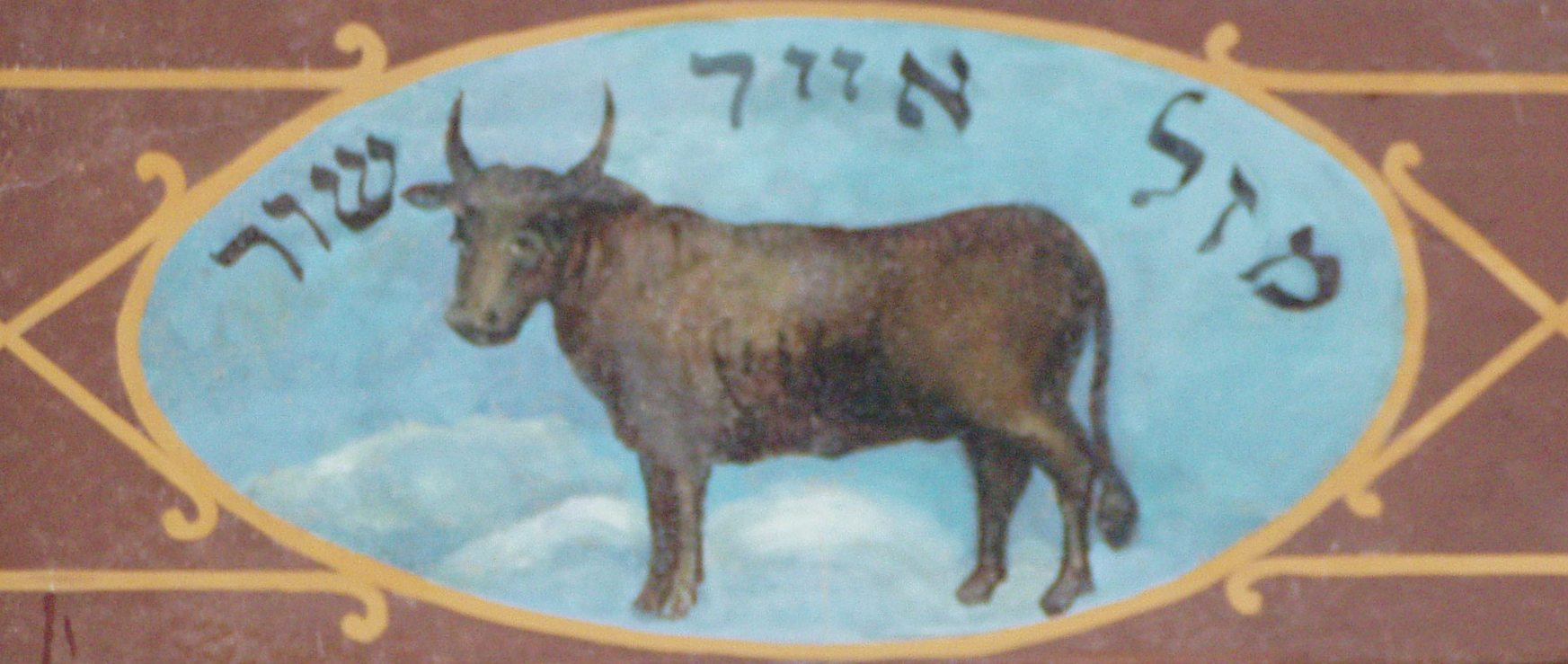
Taureau
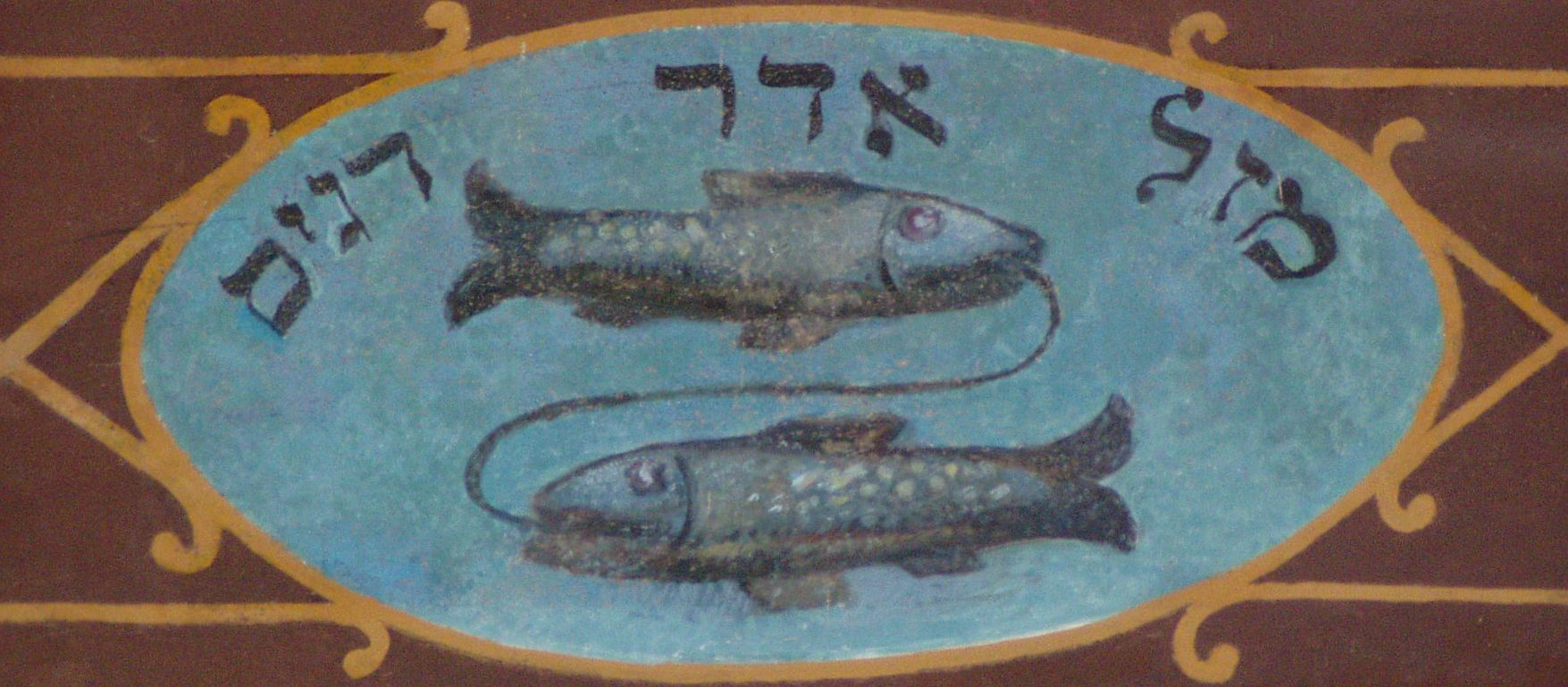
Poissons

Sur le mur est, entre deux fenêtres, se trouve l'Arche Sainte du XVIIe siècle de style baroque avec en son centre une énorme couronne dorée située au-dessus de l'emplacement, actuellement vide, du placard où étaient déposés les rouleaux de Torah. Au sommet de l'Arche un grand vase de fleurs et en dessous une plaque avec des inscriptions en lettres hébraïques dorées, indiquant la date de la dernière rénovation, et dont le texte original a été modifié: 
« Rénovée pour la sixième (septième) fois grâce au gabai (trésorier) de la synagogue locale et achevé en l'an 537 (672) du calendrier abrégé »
537 et 672 du calendrier hébraïque abrégé correspondent aux années du calendrier  grégorien: 1777-1778 et 1911-1912, dates de modification ou rénovation de l'Arche Sainte.
Un immense rideau rouge surmonté d'une couronne de Torah, peint sur le mur au XVIIIe siècle, enveloppe l'Arche.
Sur le rebord de la fenêtre de droite du mur est, un glyphe gravé lors de la fondation de la fraternité des Cohen et des Lévy, date de 1646-1647: les mains formant couronne dans un geste de bénédiction est le symbole des Cohen tandis que la cruche est celui des Lévy. Le texte indique:   
« Cette fenêtre a été acquise et offerte par la Fraternité des Cohanim et des Lévites pour la lumière à la gloire de Dieu et à la gloire de la synagogue. Selon la formule: qu'il vous bénisse, qu'il vous éclaire, qu'il apporte la paix.  »
À la gauche de l'Arche Sainte, se trouve une peinture polychrome rectangulaire représentant douze pains de proposition symbolisant les douze tribus d'Israël.
Pour certaines peintures murales de la synagogue, le peintre a  représenté de façon audacieuse et très réaliste des personnes humaines avec leur visage alors que la représentation de figures humaines est interdite dans le judaïsme. C'est entre autres le cas dans  les signes du zodiaque : le Sagittaire est un centaure bandant son arc avec une figure humaine très expressive, les Gémeaux sont deux jeunes hommes portant des torches, par contre pour  la Vierge qui est représentée par une jeune fille tenant  une botte de foin, le visage est caché. Dans la scène du déluge, Noé accueille les animaux dans l'arche. Il est de face, mais on ne fait que deviner son visage.
Au centre de la pièce, un octogone formé par des carreaux noirs représente l'ancien emplacement de la Bimah. Au-dessus un grand lustre dont la partie centrale représente une étoile de David a été récemment installé

## Galerie

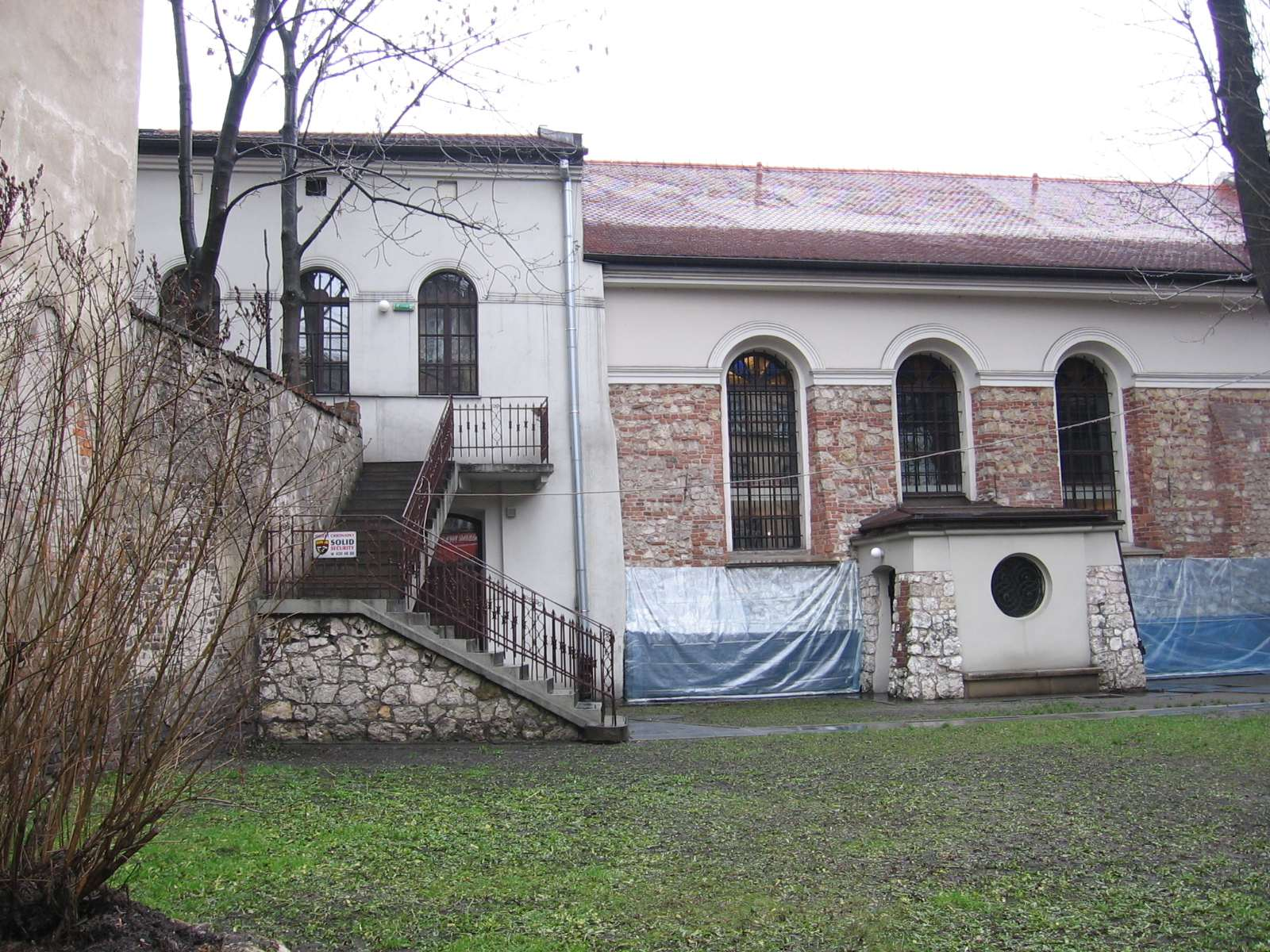
Vue de la rue Miodowa
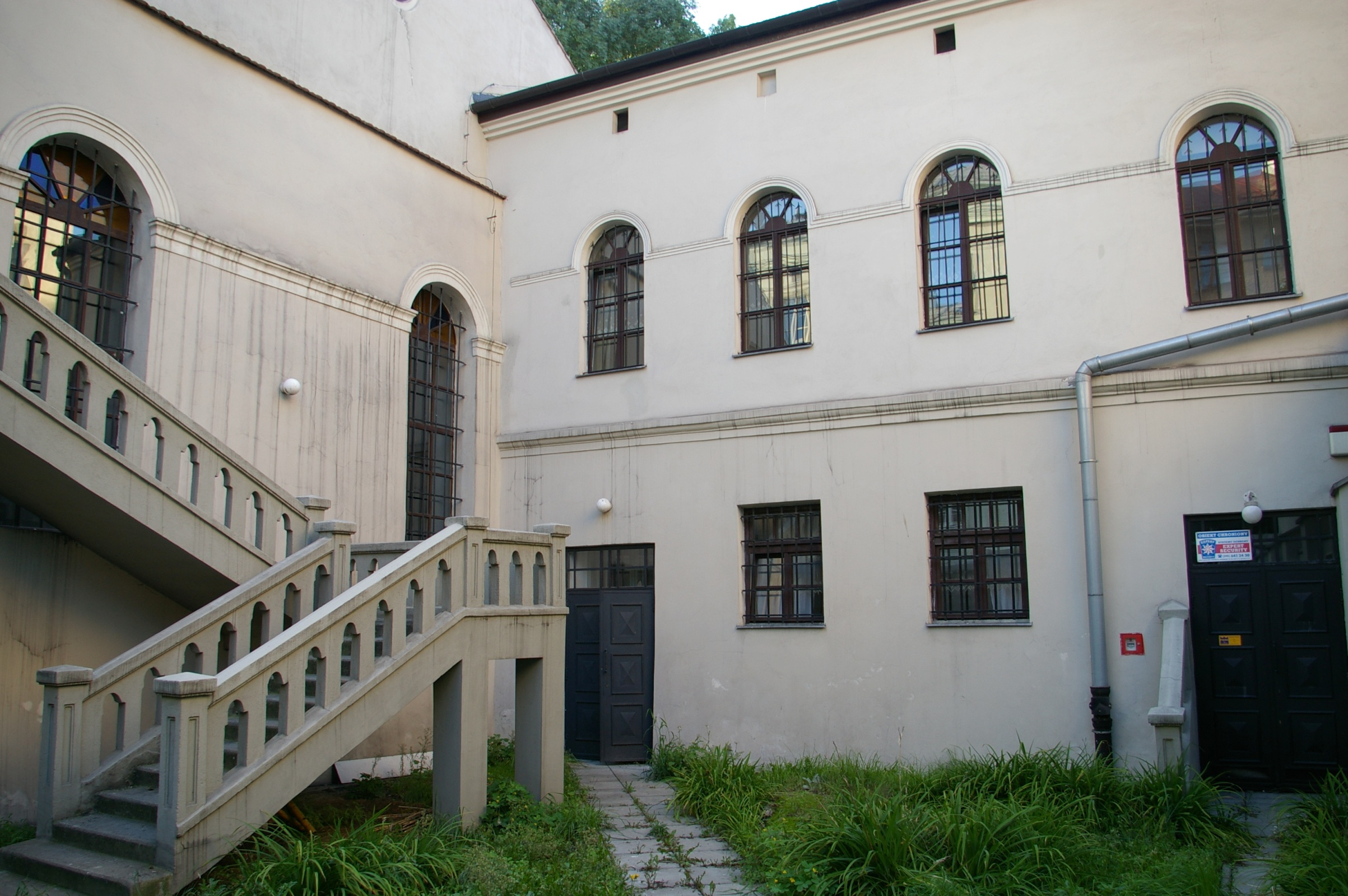
Vue de la rue Warschauer
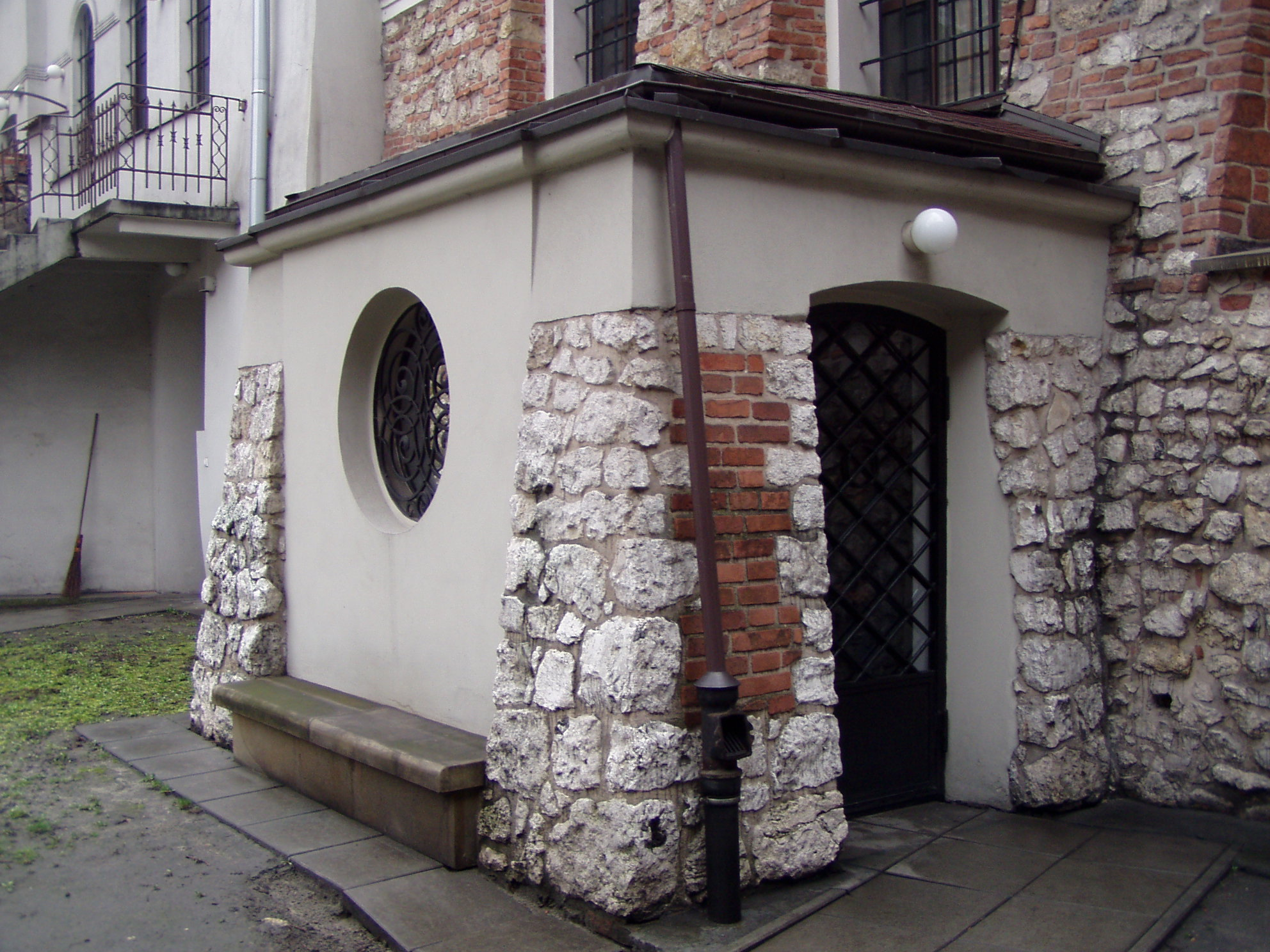
Entrée de la synagogue
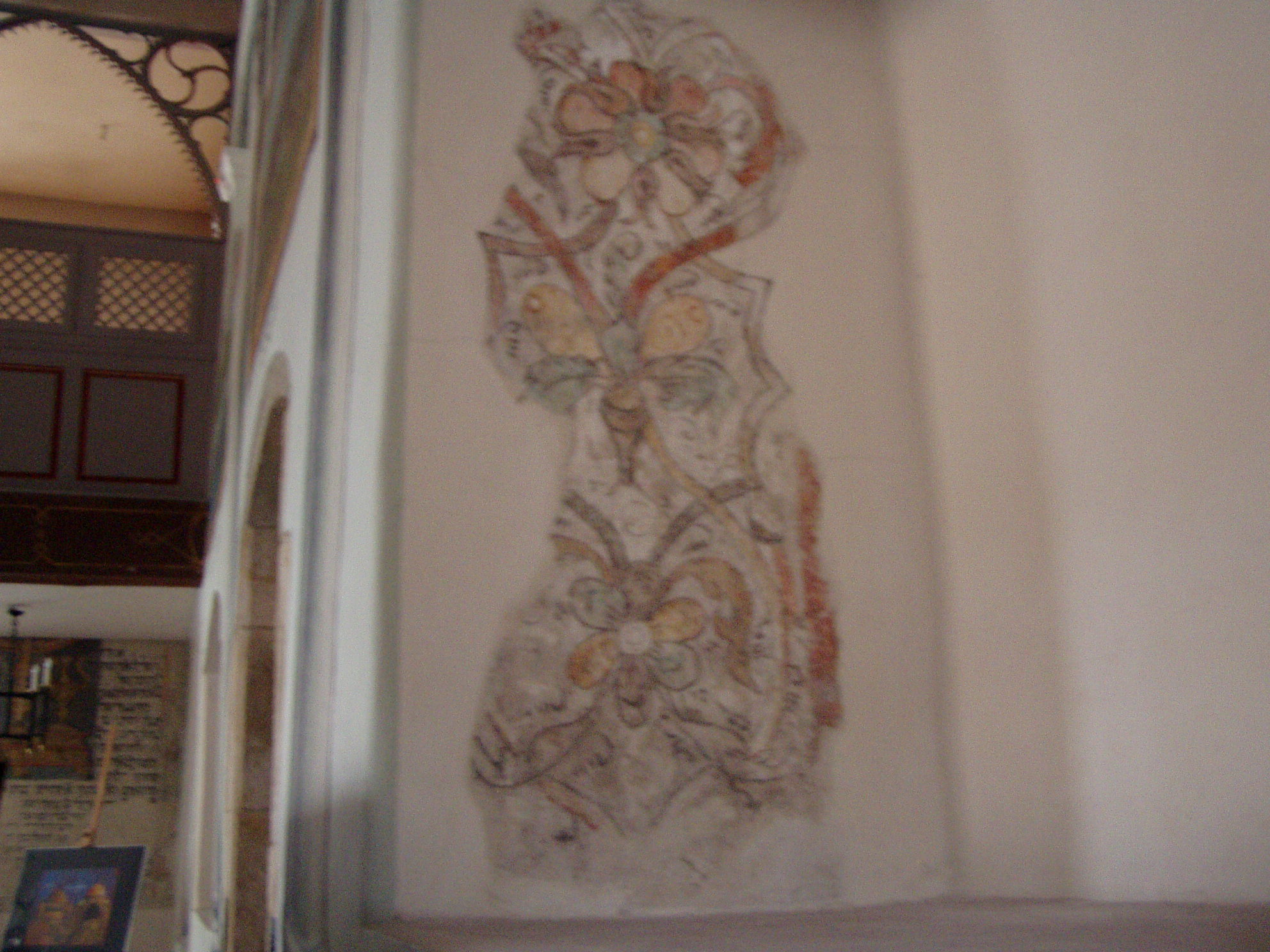
Peinture polychrome
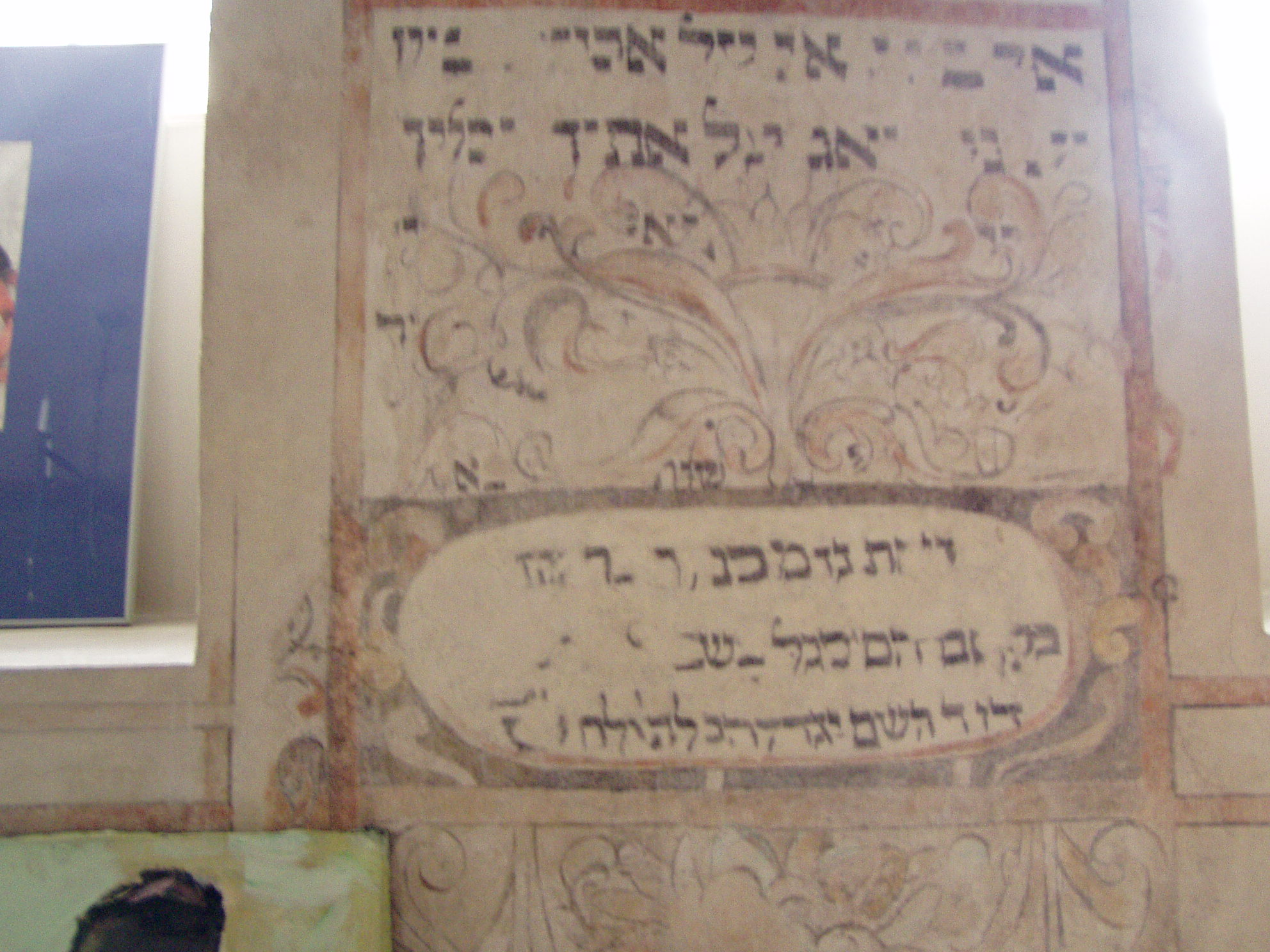
Peinture polychrome avec inscriptions en hébreu